# INSPIRE
《INSPIRE》（刺激）是日本歌手濱崎步第33張單曲，2004年7月28日於日本發售。

## 說明
- 本張單曲在日本發售時共分為「CD+DVD」、「CD ONLY」兩種型態。本作也是濱崎步最後一張採用CCCD形式發行的單曲（但此後單曲的租借版CD仍曾使用CCCD）。
- 由於本作的c/w曲《GAME》也搭配商業搭配宣傳，故常以《INSPIRE c/w GAME》這種類似2A面單曲的寫法表示。
- 《INSPIRE》和c/w曲《GAME》其後收錄於2004年12月15日發售的第六張原創專輯《MY STORY》當中。《INSPIRE》另同時收錄於2007年2月28日發售的精選集《A BEST 2 -WHITE-》和2008年發售的單曲精選輯《A COMPLETE ~ALL SINGLES~》當中。而《GAME》則收錄於2007年2月28日發售的精選集《A BEST 2 -BLACK-》之中，2008年發售的單曲精選輯《A COMPLETE ~ALL SINGLES~》未收錄。

## 收錄歌曲
全曲作詞：濱崎步

### CD
1. INSPIRE "Original Mix"
作曲：湯汲哲也 / 編曲：HΛL
紐約古根漢美術館展印象歌曲
2. GAME "Original Mix"
作曲：BOUNCEBACK / 編曲：HΛL
Panasonic MD「700MD」廣告歌曲
3. INSPIRE "Original Mix -Instrumental-"
4. GAME "Original Mix -Instrumental-"

### DVD
1. INSPIRE (video clip)
2. GAME (video clip)